# Contaminació

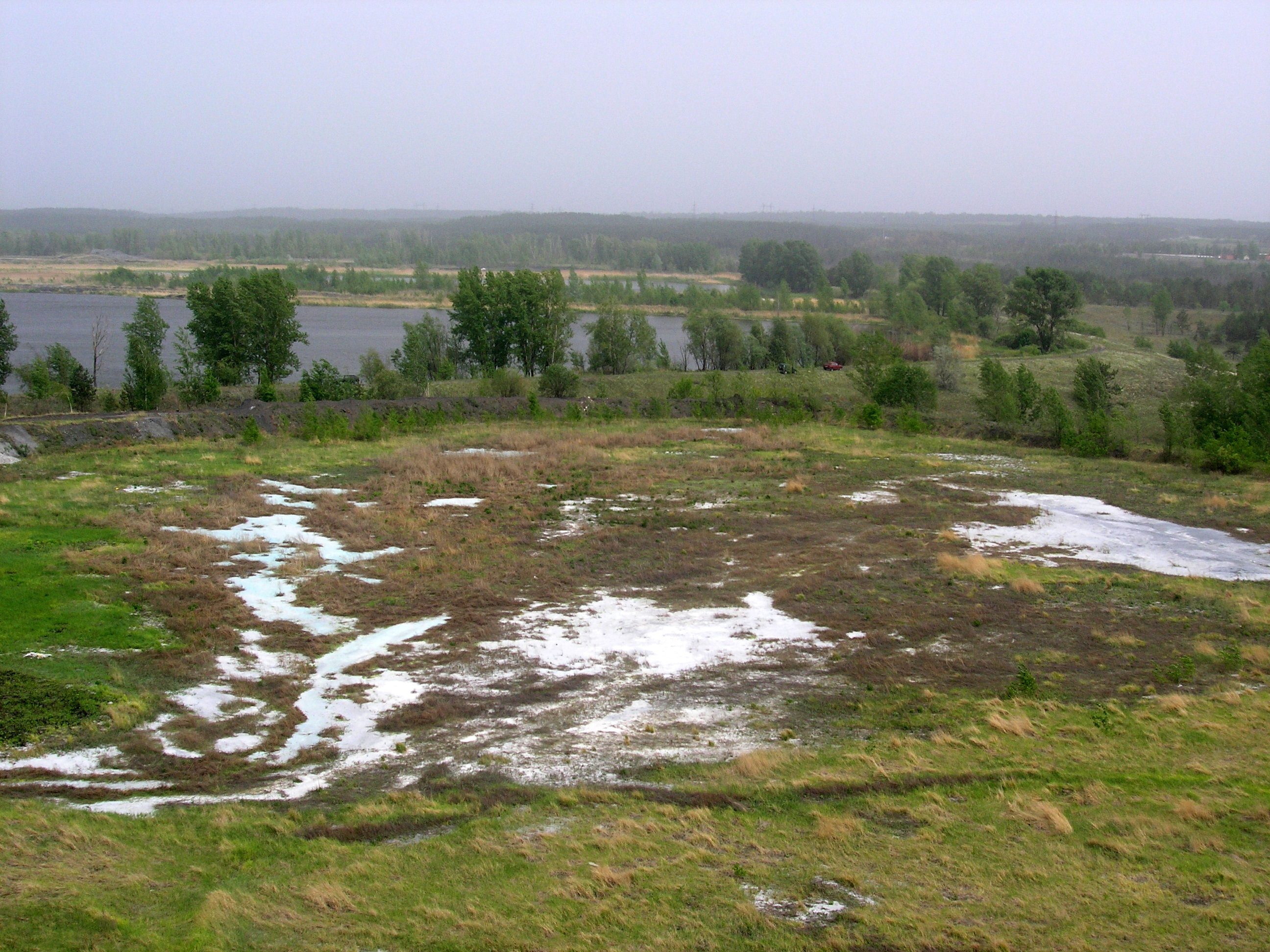
Contaminació del sòl

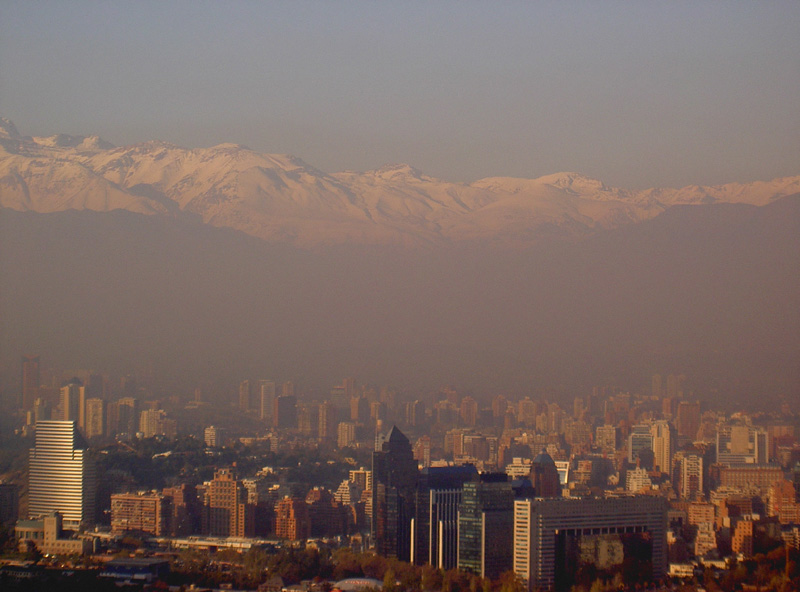
Contaminació de l'aire

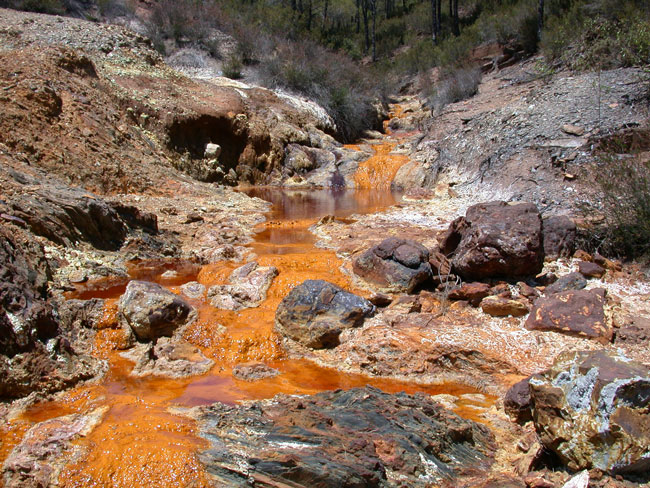
Riu contaminat a causa del drenatge de mines

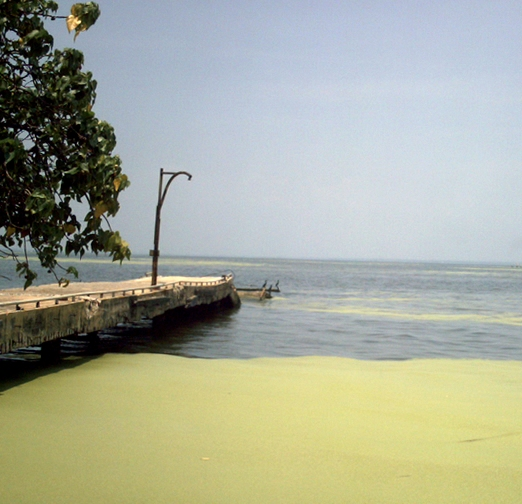
Contaminació a Maracaibo

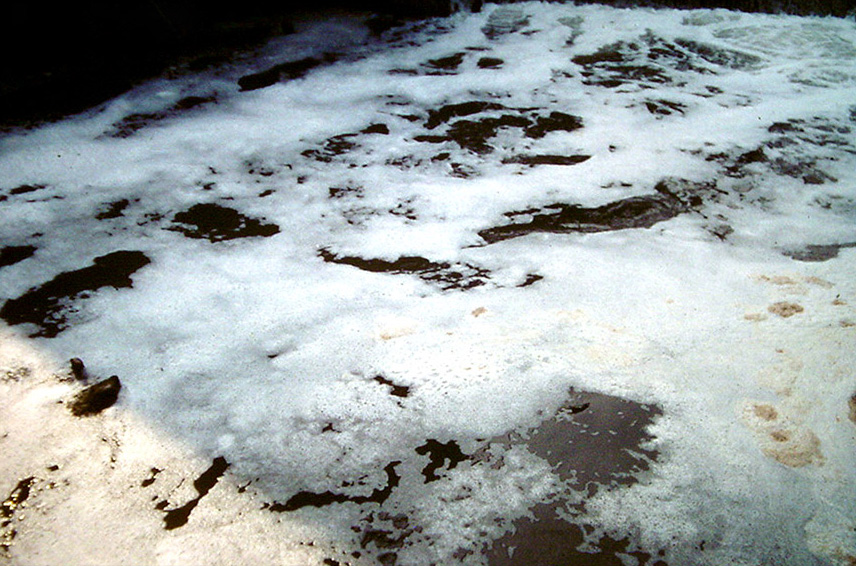
Anòxia, o manca d'oxigen, a causa de contaminants

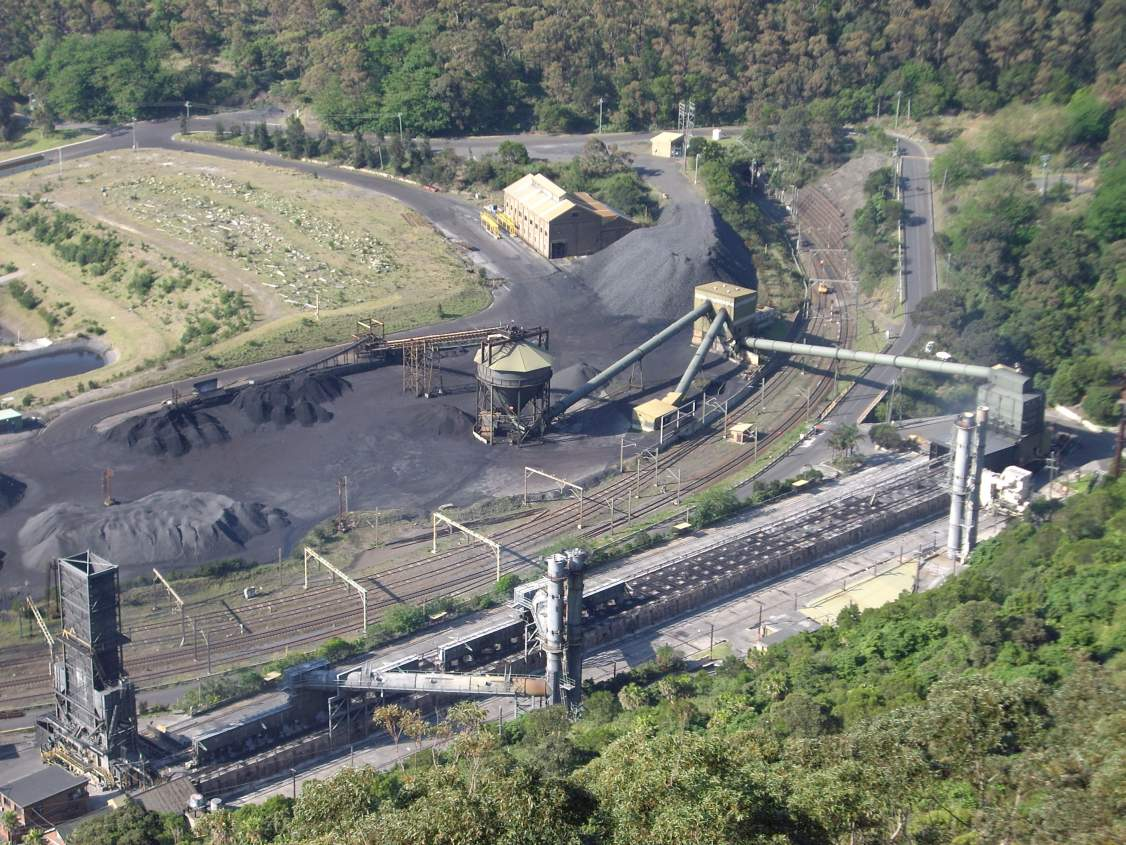
Planta de carbó a Austràlia. La combustió del carbó produeix diòxid de carboni, juntament amb quantitats variables de diòxid de sofre.

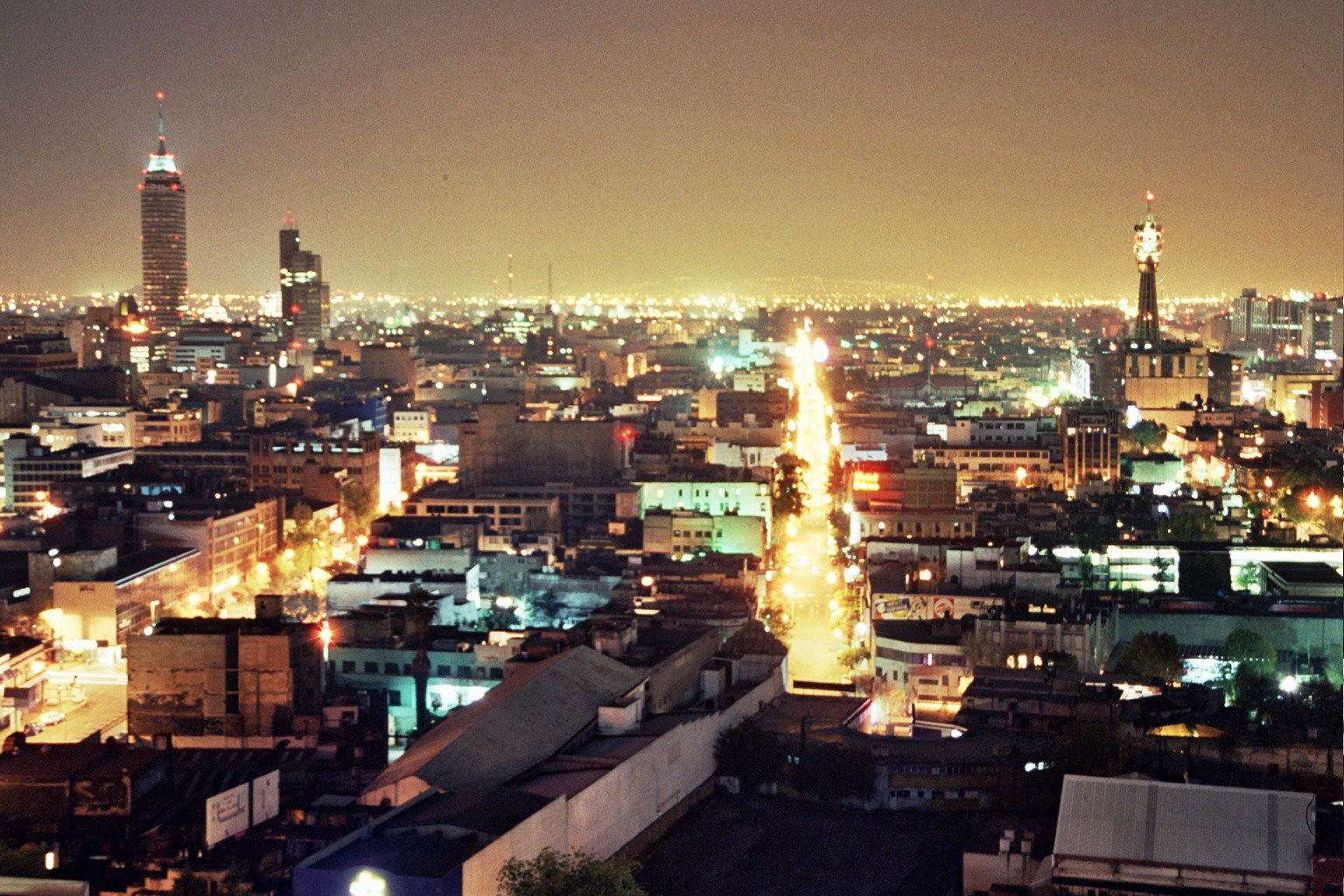
Contaminació lumínica

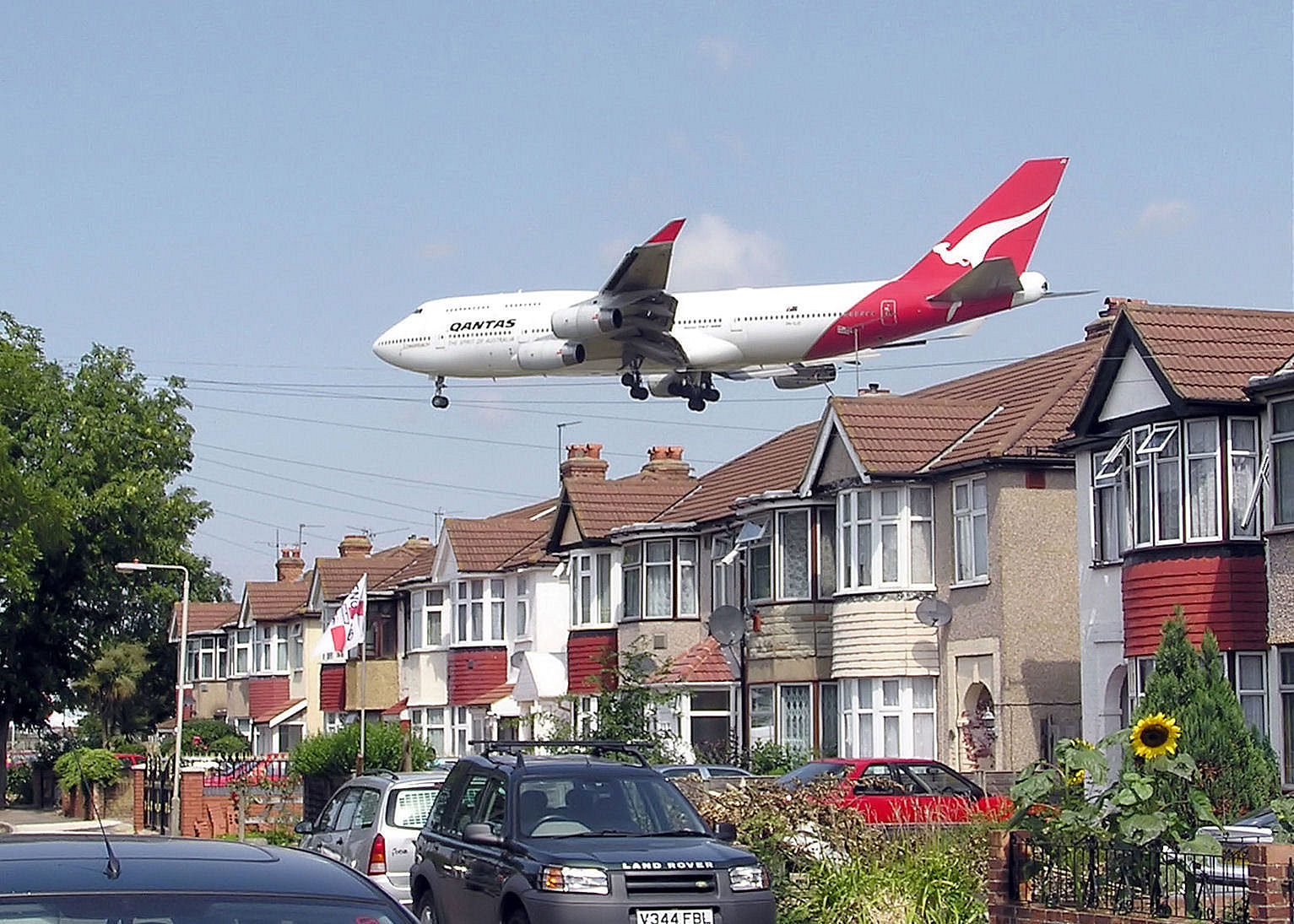
Contaminació acústica

La contaminació o pol·lució és l'alteració de les propietats d'un medi per incorporació —generalment deguda a l'acció directa o indirecta dels humans— de pertorbacions, materials, ones o radiacions que introdueixen modificacions de l'estructura i la funció dels ecosistemes afectats.

## Història

### Cultures antigues
La contaminació de l'aire a petita escala sempre s'ha produït. Segon un article de 1983 de la revista Science, el sutge trobat al sostre de les coves prehistòriques proveeix una àmplia evidència dels alts nivells de contaminació que estaven associats a una inadequada ventilació de les fogueres.
El forjat de metalls sembla ser la primera activitat contaminant de l'aire fora del llar. Segons investigacions realitzades sobre mostres obtingudes en capes de gel de les glaceres de Groenlàndia, s'observen increments de contaminació associats als períodes de producció de metalls de les civilitzacions grega, romana i xinesa. Aquestes observacions es poden fer mitjançant l'anàlisi de les bombolles d'aire contingudes en les capes de gel (de dalt a baix cada capa de gel és un registre històric de l'atmosfera), i comparant bombolles atrapades en el gel fa milers d'anys amb mostres de l'atmosfera actual, s'obtenen les concentracions per a cada període. Com més profund és obtinguda la mostra més antic serà el registre.

### Primers registres
L'any 1272 Eduardo I d'Anglaterra en un discurs va prohibir la crema de carbó a Londres, quan la contaminació atmosfèrica a la ciutat es va convertir en un problema.
La contaminació de l'aire va continuar sent un problema a Anglaterra, especialment amb l'arribada de la revolució industrial. Londres també va registrar un dels casos més extrems de contaminació de l'aigua, amb aigües residuals durant la Gran Pudor del riu Tàmesi el 1858, que va donar lloc més tard a la construcció de sistema de clavegueram de Londres. La revolució industrial va iniciar la contaminació com a problema mediambiental. L'aparició de grans fàbriques i el consum d'immenses quantitats de carbó i altres combustibles fòssils van augmentar la contaminació de l'aire ocasionant un gran volum d'abocaments de producte químics industrials a l'ambient, als que cal sumar l'augment de residus humans no tractats.
L'any 1881 Chicago i Cincinnati van ser les dues primeres ciutats estatunidenques a promulgar lleis per garantir l'aire net. Altres ciutats van seguir l'exemple durant principis de segle xx, quan es va crear un petit Departament de Contaminació de l'Aire, dependent de el Departament d'Interior. Los Angeles i Donora (Pennsilvània) van experimentar grans quantitats de boirum durant la dècada de l'1940.

### Contaminació local
La contaminació es va convertir en un assumpte de gran importància després de la Segona Guerra Mundial, després que es fessin evidents les repercussions de la pluja radioactiva ocasionada pels assajos nuclears. L'any 1952 ocorreria un esdeveniment catastròfic de tipus local, conegut com la Gran Boira de Londres de 1952, que va matar unes 4.000 persones. Aquest tràgic esdeveniment va motivar la creació d'una de les més importants lleis modernes sobre el medi ambient: la Llei de l'Aire Net de 1956.
Als Estats Units la contaminació va començar a rebre l'atenció pública a mitjans la dècada de 1950 i a principis dels anys 1970, dates que coincideixen amb la creació i aprovació de la Llei de l'Aire Net, la Llei de l'Aigua Neta, la Llei de Política Ambiental dels Estats Units i la Llei del Soroll. Alguns successos han ajudat a conscienciar la gent sobre els efectes negatius de la contaminació als Estats Units. Entre aquests es troba l'abocament de bifenils policlorats (PCB) al riu Hudson per part de la companyia General Electric, donant com a resultat l'aprovació d'una sèrie de prohibicions emeses el 1974 per l'Agència de Protecció Ambiental estatunidenca (EPA, de l'anglès Environmental Protection Agency), com la pesca en les seves aigües. Un altre succés va ser el desastre ecològic al barri de Love Canal a Niagara Falls. El conjunt residencial de Love Canal va ser construït sobre un terreny en el qual l'empresa Hooker Chemical and Plastics Corporation havia enterrat el 1947 residus químics i dioxines. Així, el 1978 els habitants de Love Canal van haver d'abandonar els seus habitatges en descobrir filtracions d'aigua a la superfície amb materials cancerígens dissolts, esdevenint una notícia de gran impacte nacional i promovent la creació en 1980 de la Llei de Superfons (en anglès «Superfund»), on s'inclou una llista dels agents contaminants més perillosos.
Alguns dels procediments penals de la dècada de 1990 van ajudar a revelar emissions a Califòrnia de crom hexavalent, una substància química que augmenta el risc de càncer bronquial, esofagitis, gastritis, entre d'altres patologies. La contaminació dels sòls industrials va ajudar a la creació del terme «zona industrial abandonada», per identificar, durant la planificació urbana, els llocs que han estat contaminats i que el seu terreny no pot ser utilitzat per a cap propòsit. Després de la publicació del llibre Primavera silenciosa de Rachel Carson, el DDT va ser prohibit a la majoria de països desenvolupats.
Amb el desenvolupament de la ciència nuclear va aparèixer la contaminació radioactiva, la qual pot romandre en l'ambient de manera letal durant milions d'anys. Els països dedicats a l'experimentació i fabricació d'armes nuclears produeixen deixalles militars radioactives, i en diverses ocasions, el no haver-los dipositat en llocs segurs ha causat desastres ecològics. En les dècades de 1950 i 1960, les deixalles radioactives produïdes per la instal·lació nuclear Mayak (Unió Soviètica) van ser abocats al llac Karachai i al riu Techa, ocasionant casos de leucèmia en la població i afectant directament a l'óblast de Txeliàbinsk. D'acord amb el Worldwatch Institute, el llac Karachai era el lloc més contaminat de la Terra.
Durant la Guerra Freda es van fer assajos amb armes nuclears, algunes vegades a prop de zones habitades i amb major freqüència durant les primeres etapes de recerca i desenvolupament armamentístic. L'impacte negatiu que ha tingut la contaminació nuclear sobre les poblacions han generat arreu un intens debat sobre els beneficis d'utilitzar aquesta tecnologia, davant la possibilitat que hi hagi errors que causin grans catàstrofes com en els accidents de Three Mile Island, Txernòbil i Fukushima. Un dels llegats de les detonacions i assajos nuclears, abans que s'instauressin la majoria de tractats de prohibició d'assajos nuclears, va ser el considerable increment dels nivells de radioactivitat en les àrees de proves.

### Contaminació global
Catàstrofes internacionals com l'enfonsament el 1978 del petrolier Amoco Cadis a les costes de Bretanya i el desastre de Bhopal ocorregut el 1984 han demostrat la universalitat d'aquests esdeveniments i la magnitud d'ajuda requerida per posar-hi remei.
La naturalesa sense fronteres de l'atmosfera i els oceans ha donat com a resultat que el problema de la contaminació sigui considerat un problema mundial, especialment quan es tracta d'assumptes com l'escalfament global o el forat de la capa d'ozó. Recentment ha estat utilitzat el terme contaminant orgànic persistent per descriure un grup de substàncies químiques fins ara poc conegudes, entre els quals es troben els PBDE o els PFC. A causa de la falta d'estudis, els seus efectes es desconeixen per complert, però, han estat detectats en diversos hàbitats ecològics aïllats dels centres d'activitat industrial com l'àrtic, demostrant així la seva difusió i bioacumulació tot i haver estat utilitzats de manera extensa per un breu període.
La creixent evidència de contaminació local i global, juntament amb un públic cada vegada més informat, han impulsat el desenvolupament de el moviment ecologista, que té com a propòsit protegir el medi ambient i disminuir l'impacte dels humans en la naturalesa.

## Tipus
La contaminació ambiental és també la incorporació als cossos receptors de substàncies sòlides, líquides o gasoses, o barreges d'aquestes substàncies, sempre que alterin desfavorablement les condicions naturals d'aquest, o que puguin afectar la salut, la higiene o el benestar públic. Hi ha molts tipus de contaminació, i moltes poden acabar afectant els éssers humans, l'atmosfera, i en general, el medi ambient.
La contaminació se sol estudiar des de dos punts de vista diferents, des del punt de vista del tipus de medi al que afecta; on generalment es distingeix en l'aire, l'aigua i els sòls; o segons un contaminant en particular, i com afecta a tots els medis. En aquest darrer cas se solen agrupar els contaminants segons el tipus de contaminació que produeixen
- Contaminació atmosfèrica: És la que afecta l'aire i fa referència a la presència a l'aire de determinades substàncies en concentracions superiors a les naturals que impliquen risc, dany o molèstia greu a les persones i béns de qualsevol mena o que poden atacar diversos materials, o éssers vius, reduir la visibilitat o produir olors. La contaminació pot ser antropogènica (produïda, directament o indirecta, per l'acció de l'home) o natural (erupcions volcàniques, erosió del sol, resuspensió de pols, emissions biogèniques de boscos). És causant, entre d'altres, del forat de la capa d'ozó, l'efecte Callendar, l'efecte d'hivernacle, el boirum i la pluja àcida. Algunes de les conseqüències més directes poden ser l'eutrofització, l'anòxia, les marees roges i les marees negres. Afecta de manera global.[cal citació]
- Contaminació del sòl: És la que afecta el sòl, com ara la impermeabilització del sòl que també té efectes en la contaminació de l'aigua. Es considera contaminació del sòl la degradació física o química d'aquest, que hi provoca una degradació que porta a la pèrdua parcial o total del sòl o bé a un canvi significatiu de l'ecosistema al qual pertany. Les causes principals solen ser per l'activitat humana o antropogènica. Afecta de manera local.[cal citació]
- Contaminació de l'aigua: És la que afecta a l'aigua, tant dolça com salada, apte per al consum humà o no, produïda per activitats humanes com l'abocament d'aigües residuals procedents de residus comercials i industrials (intencionadament o per vessaments), abocaments de clavegueres domèstiques no tractat i vessament de contaminants químics com el clor, l'alliberament de residus i contaminants a les escorrenties superficials que flueixen a les aigües superficials (incloses les escorrenties urbanes i les escorrenties agrícoles, que poden contenir adobs químics i pesticides; també s'hi inclouen les femtes humanes procedents de la defecació oberta, encara un problema important en molts països en desenvolupament); contaminació de les aigües subterrànies per eliminació de residus i lixiviació al sòl, incloses les latrines i les fosses sèptiques; eutrofització i escombraries. La contaminació marítima és la que afecta el mar. Els accidents no en són la causa principal, sinó els vaixells de tota classe, l'activitat ramadera i agrònoma i l'ús de certs productes químics. Un exemple de contaminació marina seria la contaminació de la mar Mediterrània.[cal citació]

### Segons els efectes
- Contaminació radioactiva: és la contaminació consistent en la presència no desitjada de radioactivitat natural o artificial. Les emissions d'isòtops radioactius a l'aigua o a l'aire generalment estan regulades per la llei, i poden ser degudes a excavacions arqueològiques, activitats mineres, construcció, agricultura, tabaquisme, usos industrials, mèdics, etc. Pot ser molt perillosa i la seva durada pot ser a molt llarg termini. En el cas de la contaminació radioactiva en éssers vius, se sol fer la distinció entre contaminació radioactiva externa, que és el fet que substàncies radioactives es dipositin sobre la seva superfície (pell, pèl, etc.), i contaminació radioactiva interna, més perillosa, que és quan aquestes substàncies entren a l'interior de l'organisme de l'ésser viu per l'alimentació o la respiració. La contaminació radioactiva implica la possibilitat d'irradiació, que és el fet de sotmetre un material o un organisme a l'efecte de les radiacions.[cal citació]
- Contaminació acústica: és la pol·lució que altera les condicions de so normals del medi ambient en una certa zona. El terme fa referència al soroll (entès com a so excessiu i molest) provocat per les activitats humanes (trànsit, indústries, locals de lleure, etc.) i que produeix efectes negatius sobre la salut auditiva, física i mental de les persones. Si bé el soroll no s'acumula, trasllada o manté en el temps com les altres pol·lucions, també pot causar grans danys en la qualitat de vida de les persones si no es controla. Els transports, els sorolls forts de gent acumulada al carrer o certes activitats econòmiques poden provocar un nivell de soroll desagradable o massa elevat que pot danyar la sensibilitat del sistema auditiu i afecta negativament el comportament.[cal citació]
- Contaminació lumínica: és l'emissió de flux lluminós de fonts artificials nocturnes en intensitats, direccions o rangs espectrals innecessaris per a la realització de les activitats previstes en la zona en què s'han instal·lat els llums. Sovint es detecta com la brillantor del cel produïda per la mala qualitat de l'enllumenat exterior, tant públic com privat. L'ús de lluminàries inadequades, que envien el flux lluminós directament cap al cel o fora de la zona a il·luminar, i els excessos d'il·luminació, són la causa principal de la contaminació lumínica. L'excés de llum a la nit implica també malbaratar energia i combustibles fòssils, que en ser consumits aporten carboni a l'atmosfera i contribueixen així a augmentar la contaminació atmosfèrica.[cal citació]
- Contaminació visual: és la contaminació que trenca l'estètica d'un nucli urbà, un paisatge o qualsevol altra zona urbana, rural o natural. Sol anar acompanyada d'altres tipus de contaminació. En són un exemple la presència de línies elèctriques aèries, cartells publicitaris d'autopistes, emmagatzematge obert d'escombraries, etc.[cal citació]
- Contaminació difusa: és l'alliberament de contaminants potencials dins d'un ample marge d'activitats les quals individualment no tindrien efecte en el medi ambient, però com que això passa en una gran superfície poden tenir un impacte significatiu, com per exemple la reducció de la qualitat de l'aigua, la disminució de la vida silvestre, etc.[cal citació]
- Contaminació per plàstics: és l'acumulació de productes de plàstic en el medi ambient, fet que produeix efectes adversos sobre la vida en general i, en concret, sobre els humans, la fauna i l'hàbitat de la vida salvatge.[cal citació]
- Contaminació tèrmica: és un canvi de temperatura de les masses d'aigua naturals causat per la influència humana, com ara l'ús d'aigua com a refrigerant en una central elèctrica.[cal citació]
- Contaminació electromagnètica: la sobreabundància de radiació electromagnètica en la seva forma no ionitzant, com ara les ones de ràdio, a la qual les persones estan constantment exposades, especialment a les grans ciutats. Encara es desconeix si aquests tipus de radiació tenen o no efectes sobre la salut humana.[cal citació]
- Littering: el llançament d'objectes artificials inadequats, sense retirar, a propietats públiques i privades.[cal citació]

## Dinàmica dels contaminants
La dinàmica dels contaminants és l'estudi del cicle que fa un contaminant des del moment que es genera fins a la seva disposició final o fins que arribi a concentracions que ja no pugui ser un contaminant, sense importar quantes vegades es transformi o per on vagi.
Els fenòmens de la dinàmica dels contaminants són els següents:
- Abocament: un contaminant és introduït al medi.
- Dispersió: un contaminant llençat al medi tendeix a dispersar-se causa de certs fenòmens com la difusió i la barreja.
- Concentració: és el fet que el contaminant tendeix a concentrar-se a alguns indrets per l'existència de certs fenòmens físics com la precipitació, sedimentació, diferència de densitats, etc.
  - Bioconcentració: es deu al fet que els éssers vius puguin concentrar en el seu cos els contaminats. La bioacumulació ocorre quan el contaminant es va acumulant a mesura que va passant d'un ésser viu a un altre en la cadena alimentària. La biomagnificació és quan el factor de la bioconcentració augmenta amb l'edat de l'organisme afectat.[cal citació]
- Transport i transferència: es refereix a la situació d'un contaminant que es llença a un medi, roman en aquest medi, és transportat sense que canviï massa i finalment és transferit a un altre medi. Per exemple, quan alguna cosa és transportada per l'aire a un altre lloc diferent d'on es va generar i després, per mitjà de la pluja, cau en aquest altre lloc.[cal citació]
- Transformació: ocorre quan una substància que una vegada llençada, es combina químicament i es transforma en una altra substància molt més perillosa que el contaminant original.[cal citació]
  - Biotransformació: és el fenomen de transformació a causa de l'acció dels éssers vius de l'ecosistema. Moltes substàncies que en l'ambient no es transformen, són absorbides per alguns éssers vius i després, són transformades pels mateixos en una altra substància més perillosa.[cal citació]

## Polítiques públiques
Per tal de reduir la contaminació els governs poden aplicar dos tipus de mesures a les empreses: regular el seu comportament o implementar incentius econòmics. Per una banda, quan es regula el comportament, s'estableixen uns nivells de contaminació permesos o l'ús d'una determinada tecnologia, associats a una sanció en cas d'incompliment. Per altra banda, quan s'implementen incentius econòmics, es creen impostos per a la contaminació (impostos correctius) o es subhasten permisos per contaminar que es poden intercanviar entre empreses.